# Jason Herter
Jason Herter (né le 2 octobre 1970 à Hafford dans la province de Saskatchewan au Canada) est un joueur professionnel canadien de hockey sur glace. Il évoluait au poste de défenseur.

## Biographie
Évoluant pour les Fighting Sioux de l'Université du Dakota du Nord, le défenseur originaire de la Saskatchewan est repêché par les Canucks de Vancouver au 8e rang lors du premier tour du repêchage d'entrée dans la LNH 1989.
Malgré son haut rang au repêchage, il commence sa carrière professionnelle en 1991 dans les ligues mineures et ne parvient pas à jouer le moindre match avec les Canucks durant deux saisons. Il signe en 1993 avec les Stars de Dallas et se retrouve à jouer pour leur club-école, les Wings de Kalamazoo. En 1995, il est échangé aux Islanders de New York. Le 7 décembre de la même année, il joue son premier match dans la LNH et réalise même une assistance, sur un but de Žigmund Pálffy. Il s'agit de son seul match en carrière dans la LNH.
Après deux autres saisons dans la LIH, il part jouer en Allemagne en 1998 avec le EV Landshut. Il joue ensuite trois saisons avec les München Barons avant de se retirer.

## Statistiques

### En club
| Saison     | Équipe                       | Ligue      |    | Saison régulière | Saison régulière | Saison régulière | Saison régulière | Saison régulière |   | Séries éliminatoires | Séries éliminatoires | Séries éliminatoires | Séries éliminatoires | Séries éliminatoires |
| Saison     | Équipe                       | Ligue      | PJ | B                | A                | Pts              | Pun              | PJ               | B | A                    | Pts                  | Pun                  |                      |                      |
| 1987-1988  | Hounds de Notre Dame         | SJHL       | 54 | 5                | 33               | 38               | 152              | -                | - | -                    | -                    | -                    |                      |                      |
| 1988-1989  | Université du Dakota du Nord | WCHA       | 41 | 8                | 24               | 32               | 62               | -                | - | -                    | -                    | -                    |                      |                      |
| 1989-1990  | Université du Dakota du Nord | WCHA       | 38 | 11               | 39               | 50               | 40               | -                | - | -                    | -                    | -                    |                      |                      |
| 1990-1991  | Université du Dakota du Nord | WCHA       | 39 | 11               | 26               | 37               | 52               | -                | - | -                    | -                    | -                    |                      |                      |
| 1991-1992  | Admirals de Milwaukee        | LIH        | 56 | 7                | 18               | 25               | 34               | 1                | 0 | 0                    | 0                    | 2                    |                      |                      |
| 1992-1993  | Canucks de Hamilton          | LAH        | 70 | 7                | 16               | 23               | 68               | -                | - | -                    | -                    | -                    |                      |                      |
| 1993-1994  | Wings de Kalamazoo           | LIH        | 68 | 14               | 28               | 42               | 92               | 5                | 3 | 0                    | 3                    | 14                   |                      |                      |
| 1994-1995  | Wings de Kalamazoo           | LIH        | 60 | 12               | 20               | 32               | 70               | 16               | 2 | 8                    | 10                   | 10                   |                      |                      |
| 1995-1996  | Grizzlies de l'Utah          | LIH        | 74 | 14               | 31               | 45               | 58               | 20               | 4 | 10                   | 14                   | 8                    |                      |                      |
| 1995-1996  | Islanders de New York        | LNH        | 1  | 0                | 1                | 1                | 0                | -                | - | -                    | -                    | -                    |                      |                      |
| 1996-1997  | Blades de Kansas City        | LIH        | 71 | 9                | 26               | 35               | 62               | 3                | 0 | 1                    | 1                    | 0                    |                      |                      |
| 1997-1998  | Blades de Kansas City        | LIH        | 57 | 6                | 19               | 25               | 55               | -                | - | -                    | -                    | -                    |                      |                      |
| 1997-1998  | Solar Bears d'Orlando        | LIH        | 8  | 1                | 3                | 4                | 8                | 17               | 5 | 7                    | 12                   | 20                   |                      |                      |
| 1998-1999  | EV Landshut                  | DEL        | 46 | 14               | 16               | 30               | 66               | 3                | 1 | 1                    | 2                    | 29                   |                      |                      |
| 1999-2000  | München Barons               | DEL        | 44 | 6                | 14               | 20               | 74               | 11               | 1 | 3                    | 4                    | 43                   |                      |                      |
| 2000-2001  | München Barons               | DEL        | 54 | 15               | 18               | 33               | 70               | 11               | 4 | 5                    | 9                    | 12                   |                      |                      |
| 2001-2002  | München Barons               | DEL        | 19 | 4                | 4                | 8                | 26               | 6                | 1 | 3                    | 4                    | 4                    |                      |                      |
| Totaux LNH | Totaux LNH                   | Totaux LNH | 1  | 0                | 1                | 1                | 0                | -                | - | -                    | -                    | -                    |                      |                      |

### En équipe nationale
| Année | Équipe     | Compétition                 |   | PJ | B | A | Pts | Pun           |  | Résultat |
| 1990  | Canada U20 | Championnat du monde junior | 7 | 0  | 1 | 1 | 2   | Médaille d'or |  |          |

## Trophées et honneurs personnels
- 1989-1990 : nommé dans la deuxième équipe d'étoiles de la WCHA.
- 1990-1991 : nommé dans la deuxième équipe d'étoiles de la WCHA.
- 1995-1996 : champion de la Coupe Turner avec les Grizzlies de l'Utah.
- 1999-2000 : champion d'Allemagne avec les München Barons.